# Джейсън Картър
Джейсън Брайън Картър (на английски: Jason Brian Carter) е британски телевизионен и театрален актьор, роден на 23 септември 1960 г. в Лондон, Великобритания. Най-известен е с ролята си на Маркъс Коул в научнофантастичния сериал „Вавилон 5“. Той участва също в телевизионните сериали „Бевърли Хилс 90210“, „На гости на третата планета“ и „Пепелянка“. Картър озвучава и компютърните игри „Златното око“ и „Властелинът на пръстените: Битката за средната земя“.

## Избрана филмография
- „Тя, шпионинът“ (2003 г.)
- „В.И.П.“ (2002 г.)
- „Вавилон 5“ (1996–1997 г.)
- „На гости на третата планета“ (1997 г.)
- „Диагноза убийство“ (1995 г.)
- „Бевърли Хилс 90210“ (1994 г.)